# St. Margaretha (Regensberg)

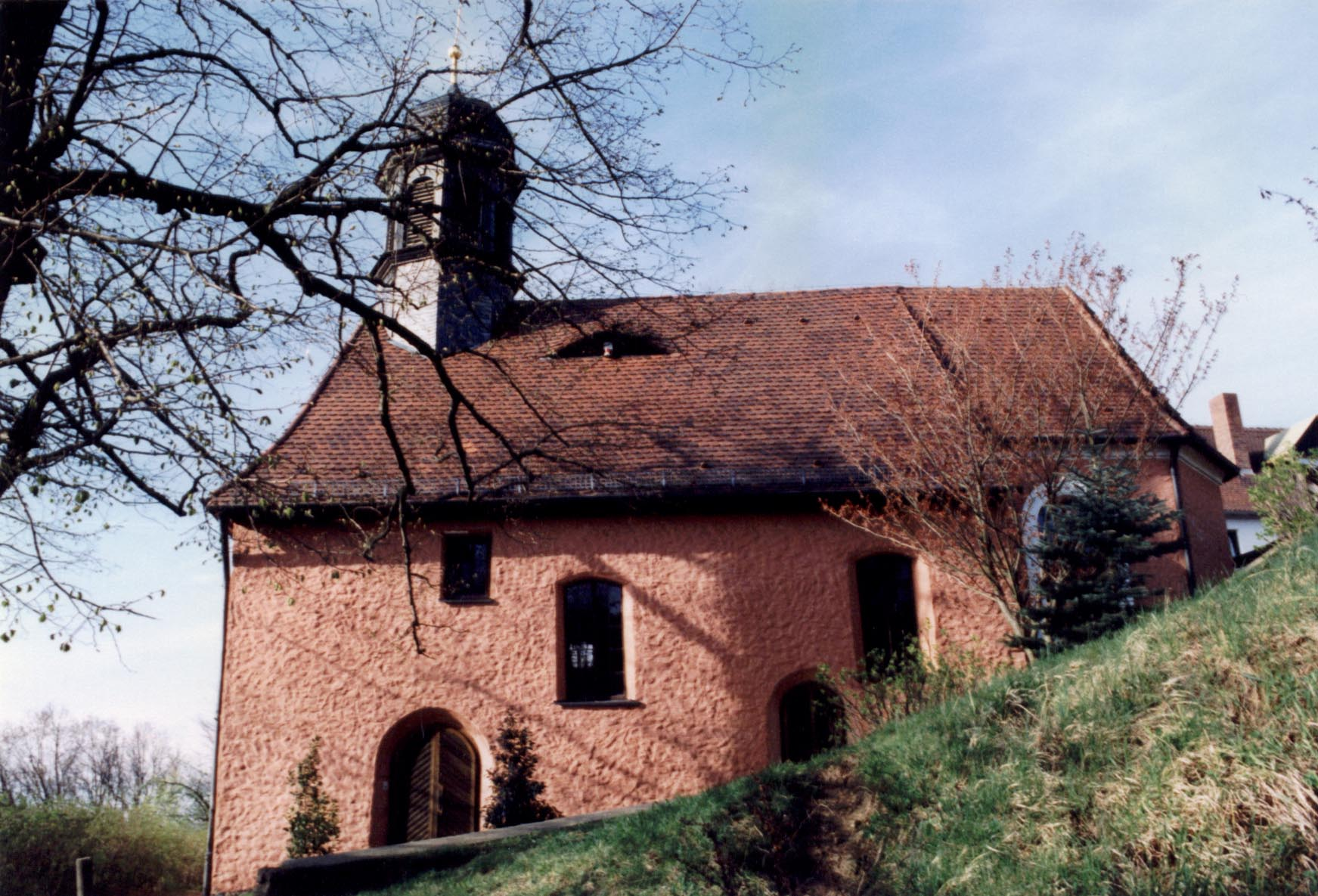
St. Margaretha (Regensberg)

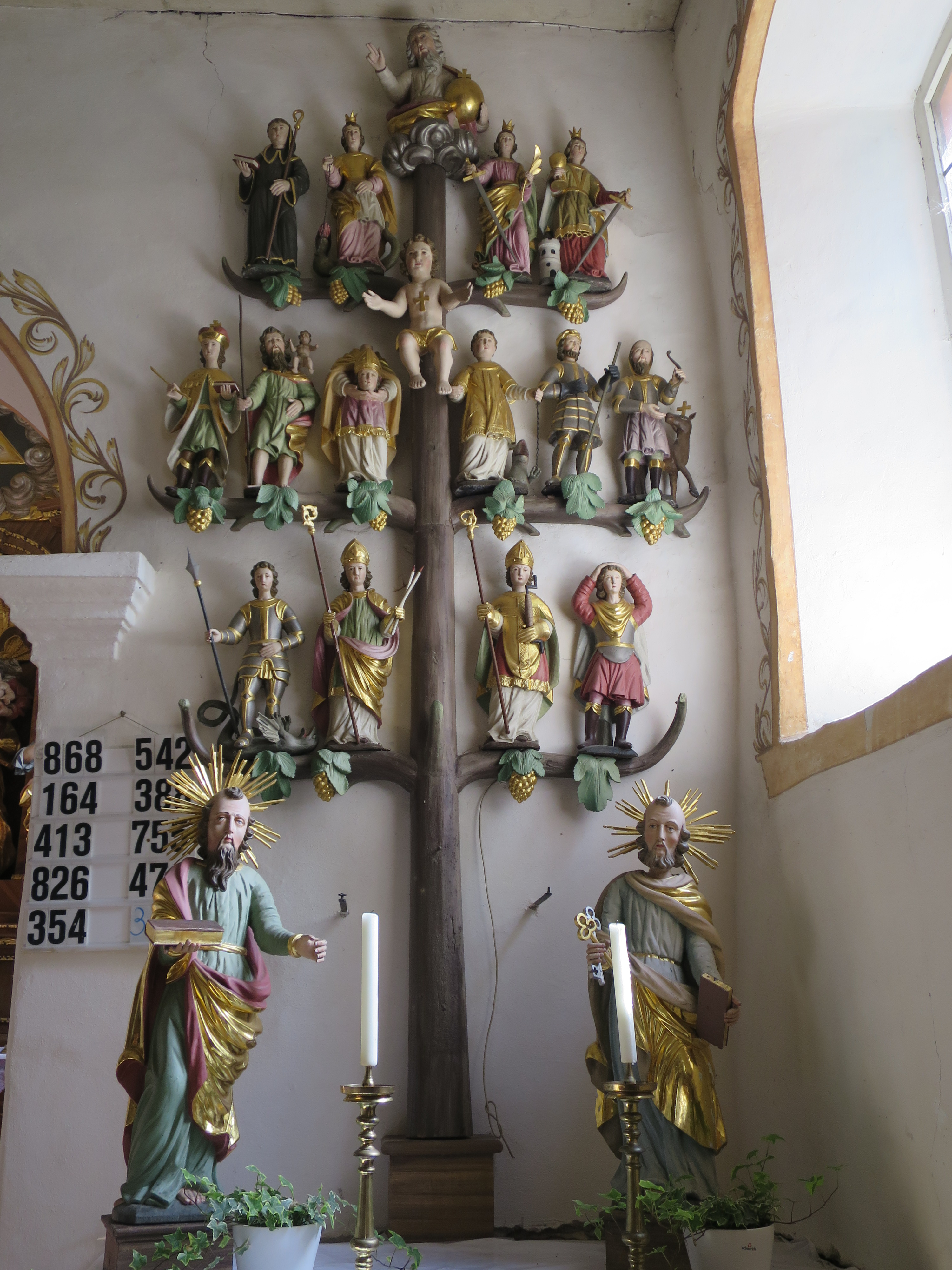
Die Vierzehn Nothelfer und die Apostel Petrus und Paulus

Die römisch-katholische, denkmalgeschützte Filialkirche St. Margaretha steht in Regensberg, einem Gemeindeteil der Gemeinde Kunreuth im Landkreis Forchheim (Oberfranken, Bayern). Das Bauwerk ist unter der Denkmalnummer D-4-74-145-26 als Baudenkmal in der Bayerischen Denkmalliste eingetragen. Die Kirche gehört zum Erzbistum Bamberg.
Kirchenpatronin ist Margareta von Antiochia.

## Beschreibung
Die spätmittelalterliche Burgkapelle ist die heutige Saalkirche, die aus einem 1448 gebauten Langhaus und einem 1374 gebauten eingezogenen Chor mit 5/8-Schluss im Osten besteht. Dem Satteldach des Langhauses wurde in der 2. Hälfte des 17. Jahrhunderts im Westen ein achteckiger, schiefergedeckter Dachreiter aufgesetzt, der mit einer Glockenhaube bedeckt ist. Der Innenraum des Langhauses, der an zwei Seiten Emporen hat, ist mit einer Flachdecke überspannt.
Zur Kirchenausstattung gehört der barocke Hochaltar aus der abgebrochenen Kirche des Klosters der Bamberger Karmeliten. In der zentralen Nische mit einer vergoldeten Muschel in der Kalotte steht eine Anna-selbdritt-Skulptur, flankiert wird sie von zwei weiblichen Heiligen. Links vom Hochaltar steht auf einem Sockel die hl. Margareta, die einen Drachen an der Kette führt. Auf der anderen Seite des Altars befindet sich eine raumhohe skulpturale Darstellung der vierzehn Nothelfer.